# Грацанизе
Грацанизе (итал. Grazzanise) је насеље у Италији у округу Казерта, региону Кампанија.
Према процени из 2011. у насељу је живело 5378 становника. Насеље се налази на надморској висини од 14 м.

## Становништво
| 1951. | 1961. | 1971. | 1981. | 1991. | 2001. | 2011. |
| ----- | ----- | ----- | ----- | ----- | ----- | ----- |
| 6.349 | 6.485 | 6.261 | 6.248 | 6.938 | 6.830 | 7.085 |